# Gandolf Ernst von Kuenburg
Gandolf Ernst Graf von Kuenburg (* 8. Mai 1737 in Graz; † 1. Dezember 1793) war Bischof von Lavant von 1790 bis 1793.

## Leben
Gandolf Ernst Graf Kuenburg war der Sohn von Johann Franz Ludwig Graf von Kuenburg (* 31. Oktober 1704; † 4. Juli 1762), Landeshauptmann in der Steiermark. Er wurde 1765 Domherr zu Salzburg. 1788 wurde der Bischof von Lavant, Vinzenz Joseph von Schrattenbach, zum Dompropst von Salzburg gewählt. Da Erzbischof Hieronymus von Colloredo die Ämter-Kumulation ablehnte, verzichtete Schrattenbach am 29. Januar 1790 auf sein Bistum Lavant. Am 20. Februar 1790 wurde er vom Salzburger Erzbischof Colloredo zum Bischof von Lavant ernannt und am 14. März 1790 zum Bischof geweiht. Er starb am 1. Dezember 1793. Nach dem Ableben von Gandolf Ernst Graf Kuenburg bat Kaiser Franz II. Vinzenz Joseph von Schrattenbach, erneut das Bistum Lavant zu übernehmen. Nach der am 25. Juni 1795 erfolgten Nominierung durch Erzbischof Colloredo stimmte er zu und wurde am 26. Juli 1795 päpstlich bestätigt.